# Maureen Tucker

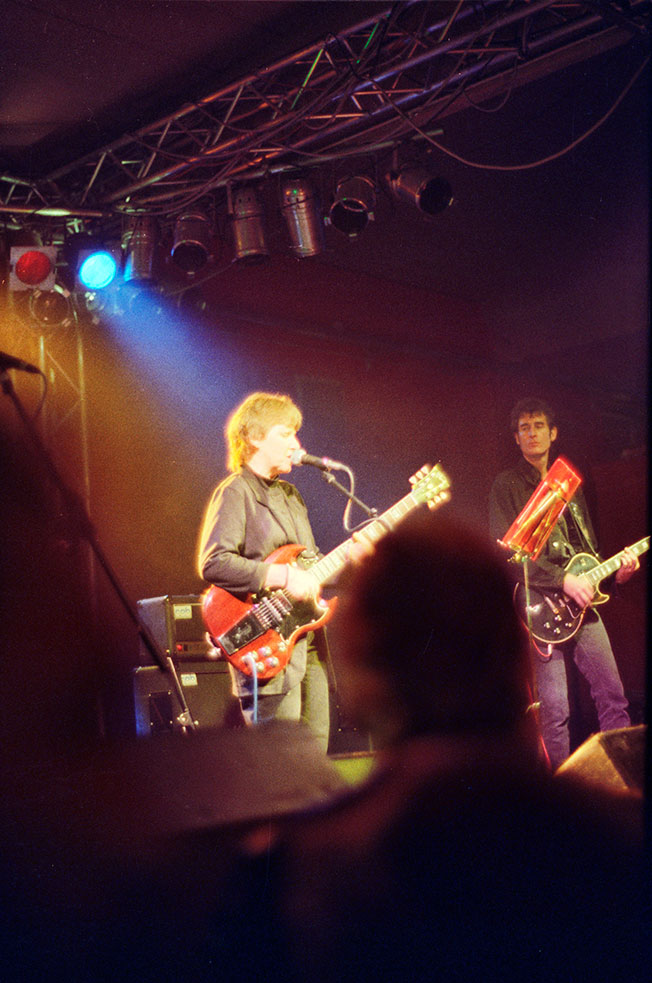
Maureen Tucker (links) mit der Moe Tucker Band, 1992

Maureen Ann „Moe“ Tucker (* 26. August 1944 in New Jersey) ist eine US-amerikanische Musikerin und Songwriterin. Sie war Mitglied der Gruppe The Velvet Underground.

## Leben und Werk
Maureen Tucker erlangte internationale Berühmtheit als eine der ersten Frauen am Schlagzeug und war an den meisten Aufnahmen der Velvet Underground bis 1970 beteiligt. Ausnahmen sind deren Studioalbum Loaded sowie drei Live-Alben aus dem Jahr 1969. Als diese Aufnahmen entstanden, pausierte sie, da sie gerade schwanger war; sie wurde in der Band durch Doug Yule ersetzt und bei Live-Auftritten durch dessen Bruder Billy.
Tuckers Schlagzeugspiel unterschied sich von dem konventionellen Gebrauch eines Schlagzeugsets in mehrfacher Hinsicht. So spielte sie bevorzugt im Stehen statt wie üblich im Sitzen. Die Bassdrum setzte sie mit dem Schlagfell nach oben ausgerichtet ein und spielte sie statt mit einer Fußmaschine mit Fellschlegeln in den Händen. Zudem verzichtete sie fast immer auf den Einsatz von Becken. Vereinzelt benutzte sie ein Tamburin, das sie unter anderem auch auf die Felle ihrer Trommeln legte. Bei einigen Stücken von Velvet Underground trug sie außerdem zu gezielt eingesetzten agogischen Tempowechseln bei, die in erster Linie aus der klassischen Musik bekannt und in der Rock- und Popmusik eher selten zu hören sind. Auffälligstes Beispiel dafür ist der Song Heroin vom Album The Velvet Underground & Nico.
Tucker ist Sängerin des Lieds After Hours, das auf dem Album The Velvet Underground im Jahr 1969 erschien. Als zweite Stimme ist sie im Song The Murder Mystery zu hören.
Nach ihrem Ausstieg bei Velvet Underground im Jahr 1971 unterbrach Maureen Tucker ihre Tourneeaktivitäten und widmete sich zunächst ihrem Familienleben; bereits bei den Aufnahmen zu Loaded (1970) war sie zeitweise von Billy Yule vertreten worden. Erst fünfzehn Jahre später, Ende der 1980er Jahre, ging sie wieder auf Tour – zunächst als Sängerin, Gitarristin und Schlagzeugerin mit der Gruppe Half Japanese, später auch mit einer eigenen Band.
In einem Interview, das Mitte Oktober 2010 veröffentlicht wurde, gab sie bekannt, dass sie sich zugunsten ihres Enkels aus der Musik zurückgezogen habe. Ihre jüngste Veröffentlichung ist ein Gastauftritt als Schlagzeugerin bei dem Stück Red Tan der Band The Raveonettes, erschienen im Jahr 2005 auf deren Album Pretty in Black.

## Trivia
- Im Jahr 2009 trat Tucker als Sympathisantin der Tea-Party-Bewegung in Erscheinung, was jedoch erst zwei Jahre später für Aufsehen sorgte.[1][2]
- Paul Morrissey beschrieb Tuckers androgynes äußeres Erscheinungsbild als eine der großen Attraktionen von The Velvet Underground.[3]
- Im Jahr 2016 reihte der Rolling Stone Tucker als eine von nur fünf Frauen unter die 100 größten Schlagzeuger aller Zeiten.[4]

## Diskografie

### Soloalben
- 1981: Playin’ Possum
- 1985: Another View (EP)
- 1987: Moejadkatebarry (EP)
- 1989: Life in Exile After Abdication
- 1991: I Spent a Week There the Other Night
- 1992: Oh No, They’re Recording This Show (live)
- 1994: Dogs Under Stress
- 1998: Waiting for My Men (Sampler)
- 2002: Moe Rocks Terrastock (live)

### Moe Tucker & Half Japanese
- 1990: Fire in the Sky